# Era Vulgaris
Era Vulgaris es el quinto álbum de estudio de Queens of the Stone Age. Lanzado el 12 de junio de 2007 por Interscope Records y Rekords Rekords, sello discográfico de Josh Homme. El disco fue grabado en varios estudios y tardó casi un año en completarse. Pasaron por los estudios californianos de Hollywood, Los Ángeles y Van Nuys. Y es que, Homme reconoce que "las canciones de Songs for the Deaf estaban inspiradas en el paisaje que te rodea al conducir por el desierto de California del Sur. Esta vez me inspiré más en el conducir a través de Hollywood y su especial paisaje". En esta ocasión, colaboran viejos conocidos como Mark Lanegan y Billy Gibbbons de ZZ Top, y las aportaciones estelares de Trent Reznor, de Nine Inch Nails y Julian Casablancas, de The Strokes.

## Grabación y promoción
El propio Homme y un ya habitual Chris Goss en los créditos de QOTSA y Kyuss firman la producción del álbum. El 23 de febrero, nueve días después de anunciar que tenían nuevo disco, un par de videos fueron subidos al website oficial de la banda, donde ya era posible ver a los miembros de Queens of The Stone Age grabando "Misfit Love" y "3's & 7's" y en el segundo, subido a YouTube, se veía a la banda acompañada por Alain Johannes tratando de dar forma a la pista que da paso al disco, "Turning On The Screw".
En la promoción de Era Vulgaris, el 6 de abril de 2007, en el sitio web oficial de fanes del conjunto, The Fade, se anunció un concurso masivo que invitaba a participar en una especie de trívia para ganar lo que se denominó como un paquete especial de la banda bajo el nombre de “You Know What You Did”. Finalmente, los ganadores pudieron acceder a escuchar el track especial ‘Era Vulgaris’, donde participa Trent Reznor. Además, el CD contenía una carta escrita a mano del mismo Josh Homme, quien los llamaba a “difundir esta canción tanto como les sea posible. Al diablo el Copyright!, grábenla en discos, súbanla a donde les plazca, éste es un regalo para ustedes… disfrútenlo”.
En cuanto a los singles de Era Vulgaris, tres han sido extraídos del álbum: "Sick, Sick, Sick", "3's & 7's" y "Make It Wit Chu", esta última es una vieja canción de las Desert Sessions, editada en el Volumes 9 & 10 titulada como "I Wanna Make It Wit Chu".

## Crítica especializada y ventas
La crítica, prensa y seguidores de QOTSA aplaudieron, unánimemente y en general, a Era Vulgaris. Rob Sheffield, de Rolling Stone, afirma que "Era Vulgaris, la quinta placa del grupo, está intrincadamente elaborada, meticulosamente pulida, y es despiadadamente eficiente en su búsqueda de estremecimientos depravados y roqueros, con una máquina de ritmos robóticos como en “Turnin’ on the Screw” y “I’m Designer”. Pero es mucho más confiado que Lullabies, reventándote instantáneamente con guitarras más fuertes y feas que una fiesta de motoqueros en la Skull Rock del parque Joshua Tree." Desde Muuma.com se afirma que "consciente o no de ello, Josh Homme ha vuelto a jugar con las expectativas de quienes esperaban con anhelo la publicación del quinto álbum de la que es ‘su’ banda. Y las reacciones, encontradas entre la alabanza y la desilusión, no se han hecho esperar. Pero lo que demanda un ‘Era Vulgaris’ denso, rudo y retorcido es tiempo y paciencia para adentrarse en él y robar sus tesoros. Como con todo gran disco... El quinto trabajo de QOTSA es ante todo un álbum extraño y retorcido de una mente enferma para otras similares... ‘Era Vulgaris’ una obra esquizofrénica y peliaguda a la que es necesario hincarle el diente con decisión y coraje."
En cuanto a ventas y éxito del disco, "Sick, Sick, Sick" y "3's & 7's", dos de los sencillos del disco, han logrado que Era Vulgaris debutase en el puesto 14 del Billboard 200 y que vendiese 52.000 copias en su primera semana en el mercado.

## Listado de canciones
1. "Turnin' on the Screw" – 5:20
2. "Sick, Sick, Sick" (Homme, Goss, Van Leeuwen, Casablancas) – 3:34
3. "I'm Designer" – 4:04
4. "Into the Hollow" – 3:42
5. "Misfit Love" – 5:39
6. "Battery Acid" – 4:06
7. "Make It Wit Chu" (Homme, Johannes, Dean Ween) – 4:50
8. "3's & 7's" – 3:34
9. "Suture Up Your Future" – 4:37
10. "River in the Road" – 3:19
11. "Run, Pig, Run" – 4:40
12. "The Fun Machine Took a S*** and Died" 6:56

## Créditos

### Banda
- Joshua Homme – vocalista (principal, coros), guitarra eléctrica y acústica, percusión, bajo, piano, piano Rhodes , órgano.
- Troy van Leeuwen – teclados, guitarra, coros, bajo, Moog, rhodes.
- Joey Castillo – batería, percusión.
- Alain Johannes – bajo, guitarra eléctrica, violín, coros.

### Apariciones especiales
- Chris Goss – teclados, órgano, piano, coros.
- Julian Casablancas – guitarra eléctrica, coros.
- Serrina Sims – coros
- Brody Dalle – coros
- Liam Lynch – coros
- Mark Lanegan – coros